# 雅鲁藏布江

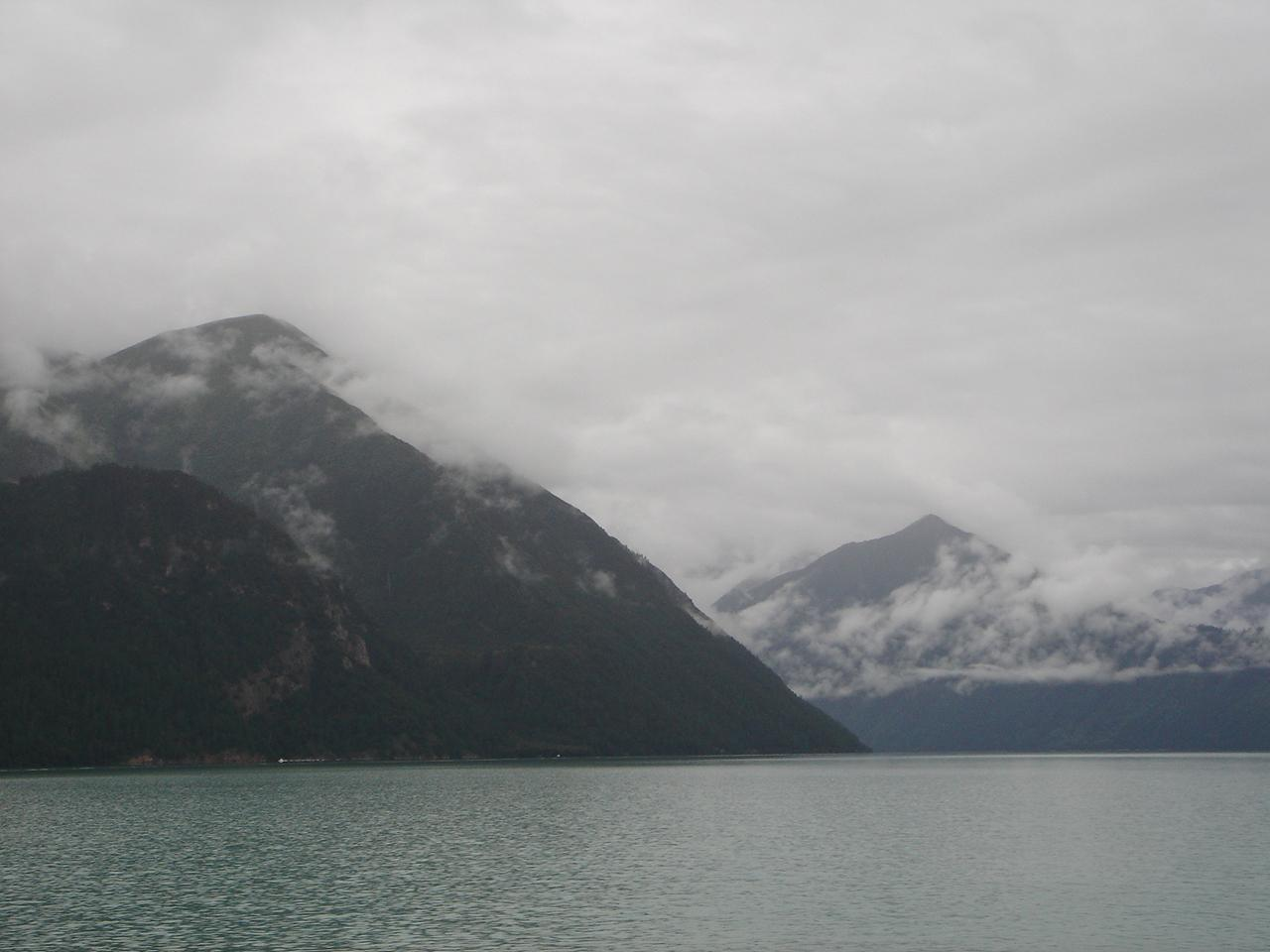
雅魯藏布江

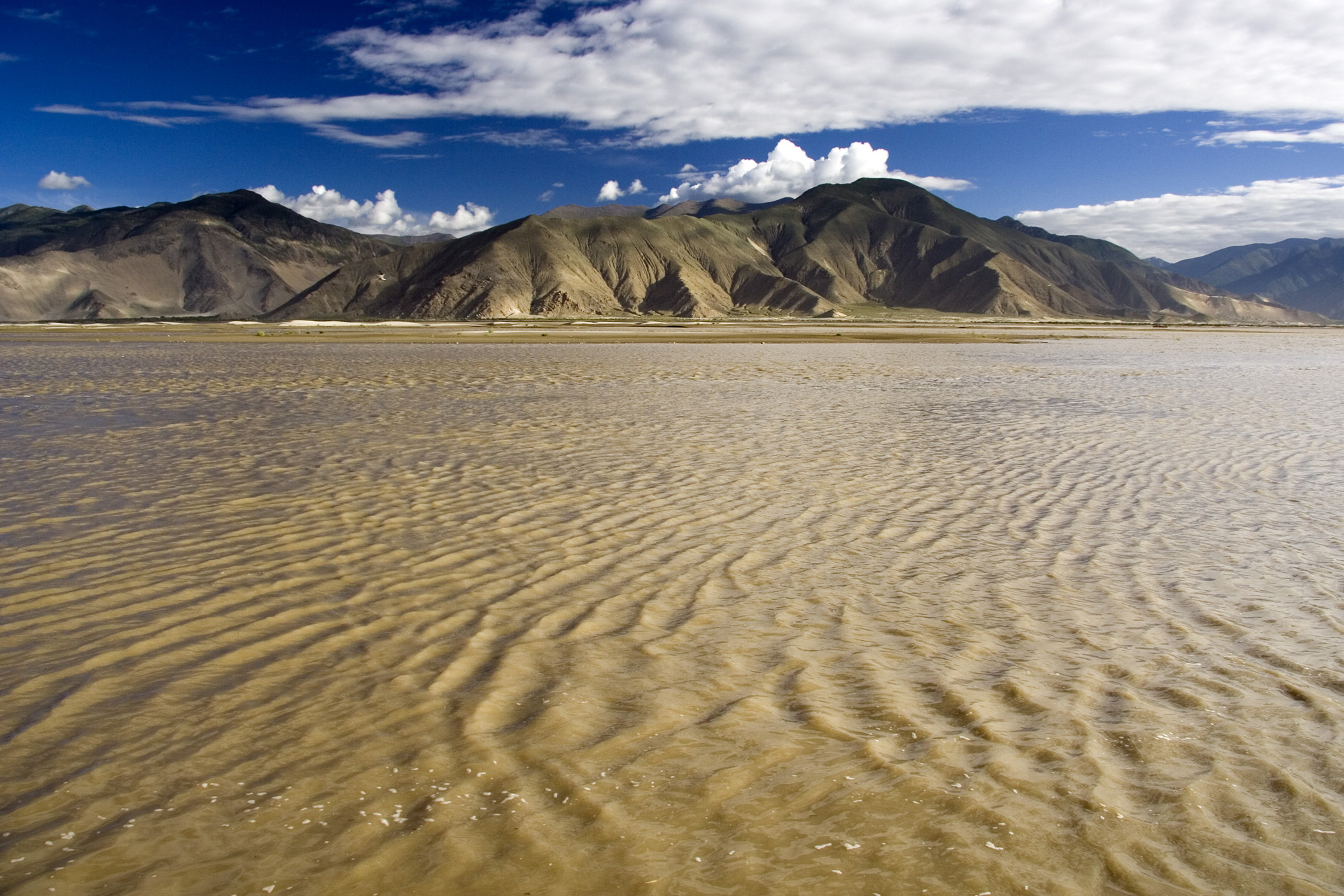
雅魯藏布江

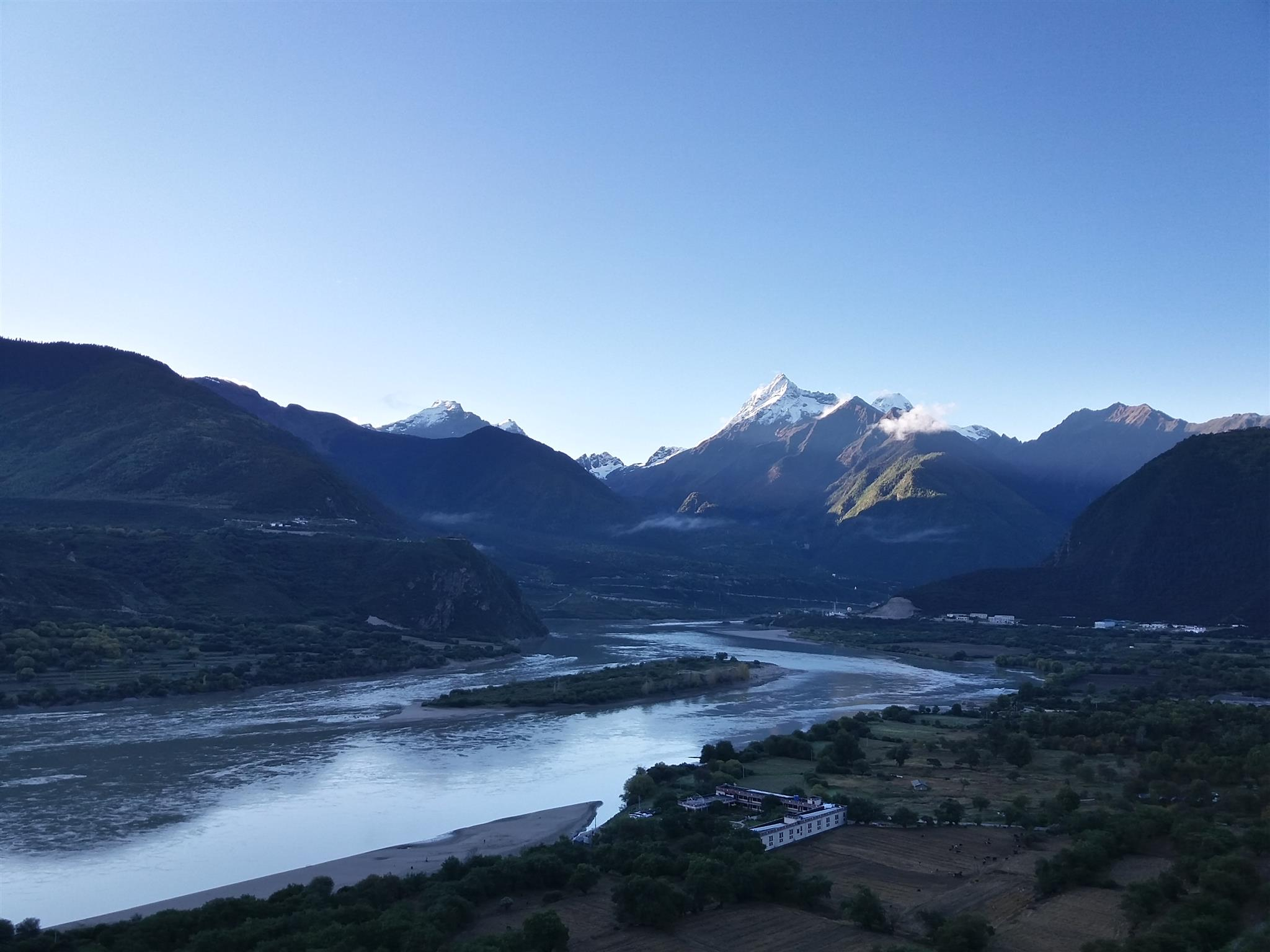
流经林芝地区的雅魯藏布江

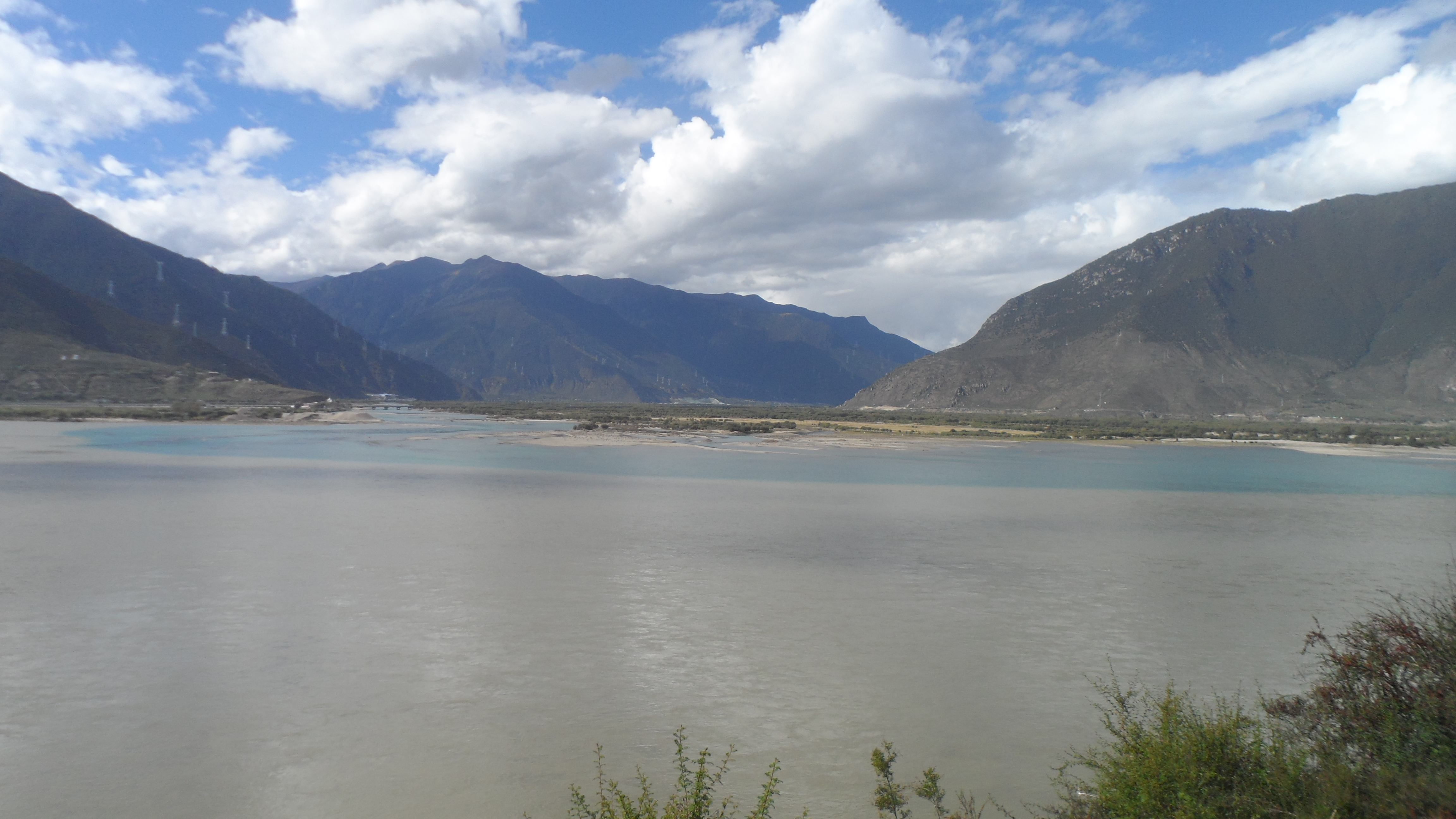
雅鲁藏布江与尼洋河交汇处

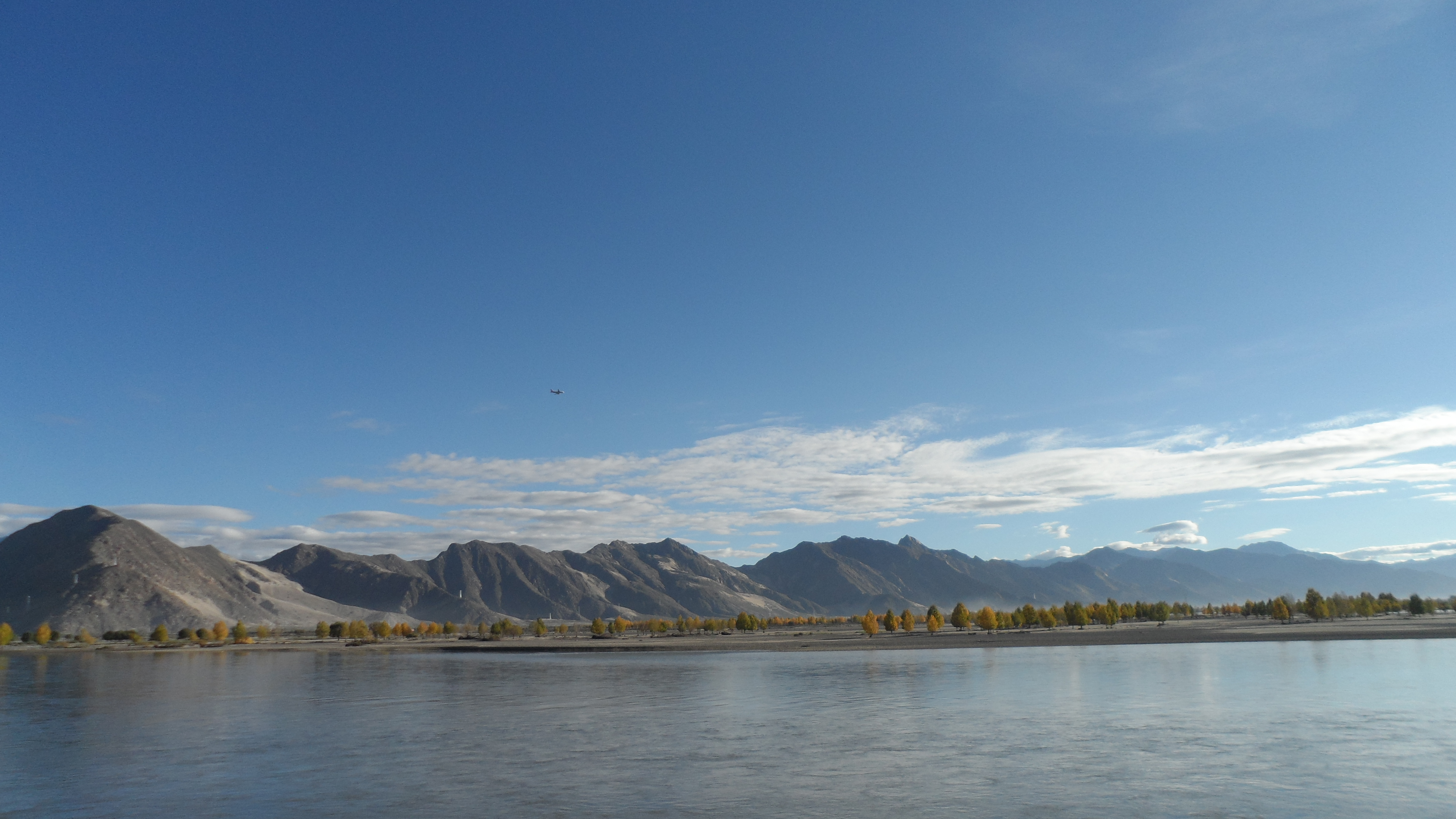
拉萨市郊的雅魯藏布江

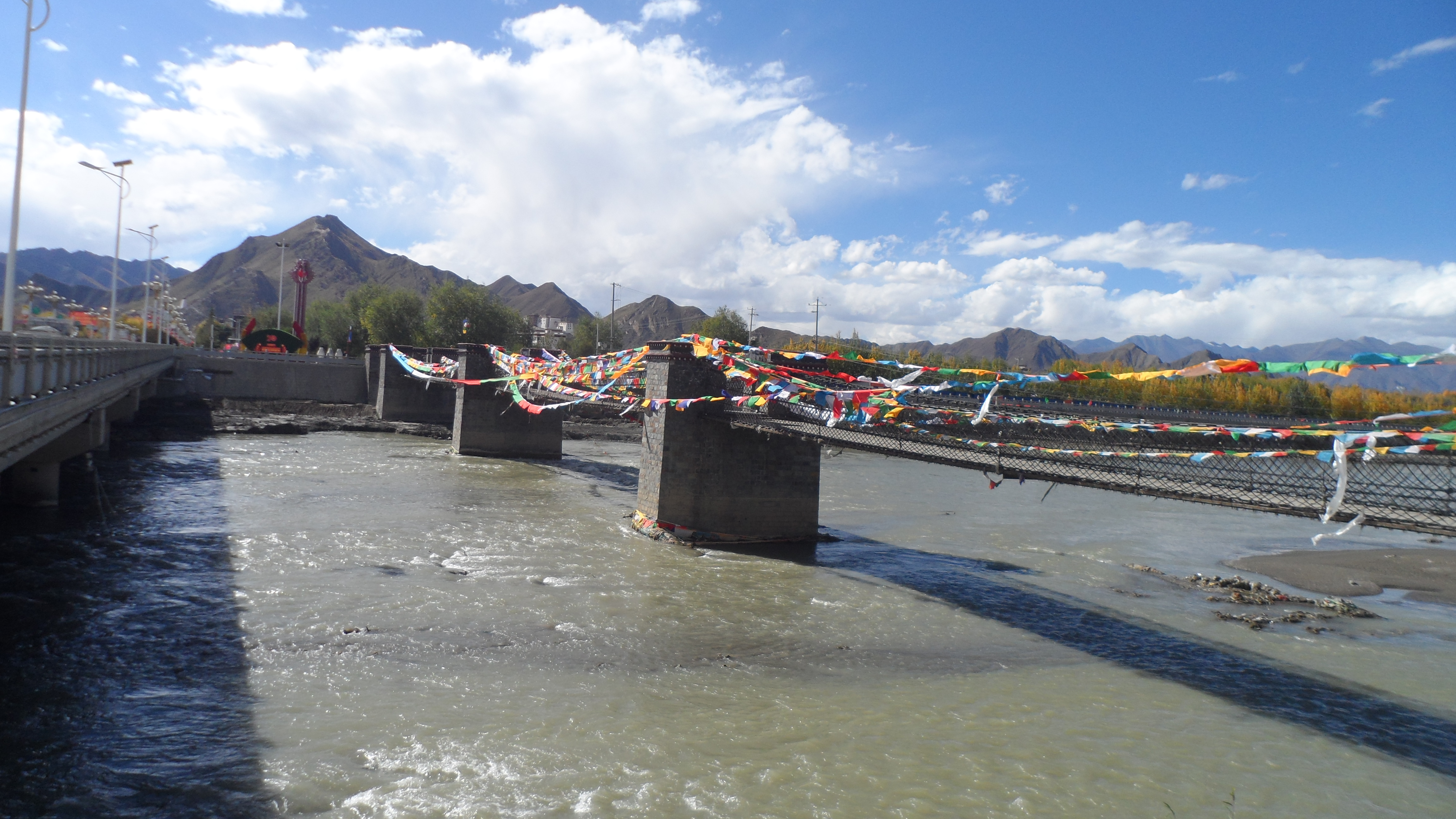
流经日喀则的雅魯藏布江

雅鲁藏布江（藏語：ཡར་ཀླུངས་གཙང་པོ་，威利转写：yar klungs gtsang po，藏语拼音：Yarlung Zangbo），是布拉马普特拉河上游中國境內河段的名稱，幹流全长2,070公里，流域面积24.1万平方公里；被藏族视为“摇篮”和“母亲河”。以长度来说为中国第5大河（仅次于长江、黄河、黑龙江和珠江）、西藏地区第一大河。它是世界海拔最高的大河，平均海拔约4000米以上；它也是中国坡降最陡的大河。在藏语中，“藏布”意爲河流，“雅鲁藏布”意为“高山流下的雪水”。雅鲁藏布大峡谷为世界第一大峡谷（最深达6009米）。

## 干流
干流在中国境内全长2,070公里。
杰马央宗是雅鲁藏布江的正源，发源于喜马拉雅山北麓普兰县东部的昂色冰川，名为昂色曲。
在仲巴县的桑木张杰马央宗汇聚了库比藏布和马攸木藏布，成为雅鲁藏布江上源“当却藏布（马泉河）”（藏語：རྟ་མཆོག་ཁ་འབབ་）。平均海拔5200米以上，谷地开阔。江源至里孜（仲巴县亚热乡辖的行政村）为雅鲁藏布江的上游段。桑木张至里孜河段全长161km，落差105m，形成串珠河谷盆地。
从里孜到派乡为中游段，自西向东横贯西藏。中游河段呈宽窄相间的串珠状，峡谷河段水能资源丰富，这一河段集中了雅鲁藏布江的几条主要支流，如拉喀藏布、年楚河、拉萨河、尼洋河等，支流谷地是主要的定居点和农业区。干流进入大峡谷前在尼洋河口下游奴下水文站多年平均径流量598亿立方米。
派镇到巴昔卡附近为下游段。围绕南迦巴瓦峰构成“U”字形大拐弯，切穿喜马拉雅山，转而南流，形成雅鲁藏布大峡谷。在大拐弯北部汇入平均径流量318亿立方米的帕隆藏布。至中印边境实际控制线径流量约1400亿立方米。
在经过中国和印度有争议的藏南地区巴昔卡，径流量约1654亿立方米，之后进入印度阿萨姆邦，改称布拉马普特拉河；自印度流入孟加拉国后，孟加拉人又把她称之为贾木纳河；于瓜伦多卡德与恒河相汇，最后注入孟加拉湾，形成世界上最大的三角洲。

## 支流
布拉馬普特拉河-雅魯藏布江水系支流眾多，在中國境內流域面積大於100平方公里的支流有130條，其中大於1,000平方公里有64條（包括二、三級支流），大於10,000平方公里有5條，即拉薩河、帕隆藏布、尼洋曲、多雄藏布和年楚河。
以下由上游至下游依序列出雅魯藏布江水系的一級支流：

### 當嘎曲－杰瑪央宗曲－當卻藏布支流
- 瑪攸藏布（左）：仲巴縣、普蘭縣、革吉縣
- 庫比曲（右）：仲巴縣
- 榮久曲（左）：仲巴縣、革吉縣
- 來烏藏布（左）：仲巴縣
- 江曲藏布（右）：仲巴縣
- 列榮藏布（右）：仲巴縣

### 雅魯藏布江支流
- 柴曲藏布（左）：仲巴縣
- 門曲（左）：薩嘎縣、仲巴縣
- 翁布曲（右）：薩嘎縣
- 希呦得藏布（右）：薩嘎縣、吉隆縣
- 芒扎雄曲（右）：吉隆縣
- 大藏布（左）：薩嘎縣、措勤縣
- 旅隆普曲（右）：吉隆縣
- 崗布普曲（右）：吉隆縣
- 瑪絨布（左）：昂仁縣
- 彭吉藏布（右）：昂仁縣、定日縣、聶拉木縣
- 崗普拉秋吳（右）：昂仁縣、拉孜縣、定日縣
- 查烏普曲（右）：拉孜縣
- 瑪崗普曲（右）：拉孜縣
- 薩迦冲曲（右）：拉孜縣、薩迦縣
- 吉布普曲（左）：拉孜縣
- 多雄藏布（左）：拉孜縣、昂仁縣、謝通門縣
- 甲軍普曲（左）：拉孜縣
- 熱曲（右）：拉孜縣
- 榮曲（左）：謝通門縣
- 下布曲（右）：薩迦縣、白朗縣、日喀則市、崗巴縣、拉孜縣
- 大那普曲（左）：謝通門縣
- 洞嘎普曲（左）：日喀則市
- 年楚河（右）：日喀則市、白朗縣、江孜縣、康馬縣、浪卡子縣
- 香曲（左）：南木林縣、謝通門縣、尼木縣
- 孜東普曲（左）：南木林縣
- 土布加普曲（左）：南木林縣
- 鄔郁瑪曲（左）：南木林縣、尼木縣
- 曼曲（右）：仁布縣、浪卡子縣、江孜縣
- 崩布普曲（左）：尼木縣
- 查浦曲（右）：仁布縣
- 尼木瑪曲（左）：尼木縣、南木林縣、當雄縣
- 色曲（左）：曲水縣
- 曲水曲（左）：曲水縣
- 拉萨河（左）：曲水縣、堆龍德慶縣、城關區、達孜縣、墨竹工卡縣、林周縣、嘉黎縣、當雄縣
- 貢嘎普曲（右）：貢嘎縣
- 雅礱河（右）：乃東縣、措美縣、琼結縣
- 舍曲（右）：桑日縣、曲松縣
- 增久曲（左）：桑日縣、墨竹工卡縣
- 晒嘎絨曲（右）：加查縣
- 達龍曲（右）：加查縣
- 斯巴榮曲（絲波絨曲，左）：加查縣
- 聶曲（左）：加查縣
- 古如曲（右）：朗縣
- 普曲（右）：朗縣
- 金東曲（右）：朗縣
- 比扑曲（左）：米林縣
- 里龍普曲（右）：米林縣
- 伊松普曲（右）：米林縣
- 南伊曲（右）：米林縣
- 幫仲普（右）：米林縣
- 尼洋曲（左）：林芝縣、工布江達縣
- 帕隆藏布（左）：林芝縣、波密縣、八宿縣、嘉黎縣
- 央朗藏布（右）：墨脫縣
- 崗日嘎布藏布（左）：墨脫縣

## 经济概况
雅鲁藏布江流域面积仅占西藏总面积的1/5，但流域内的人口、耕地面积、工农牧业总产值却均占全西藏的一半以上。雅鲁藏布江流域为西藏政治、经济、文化的中心地带。

## 水利资源

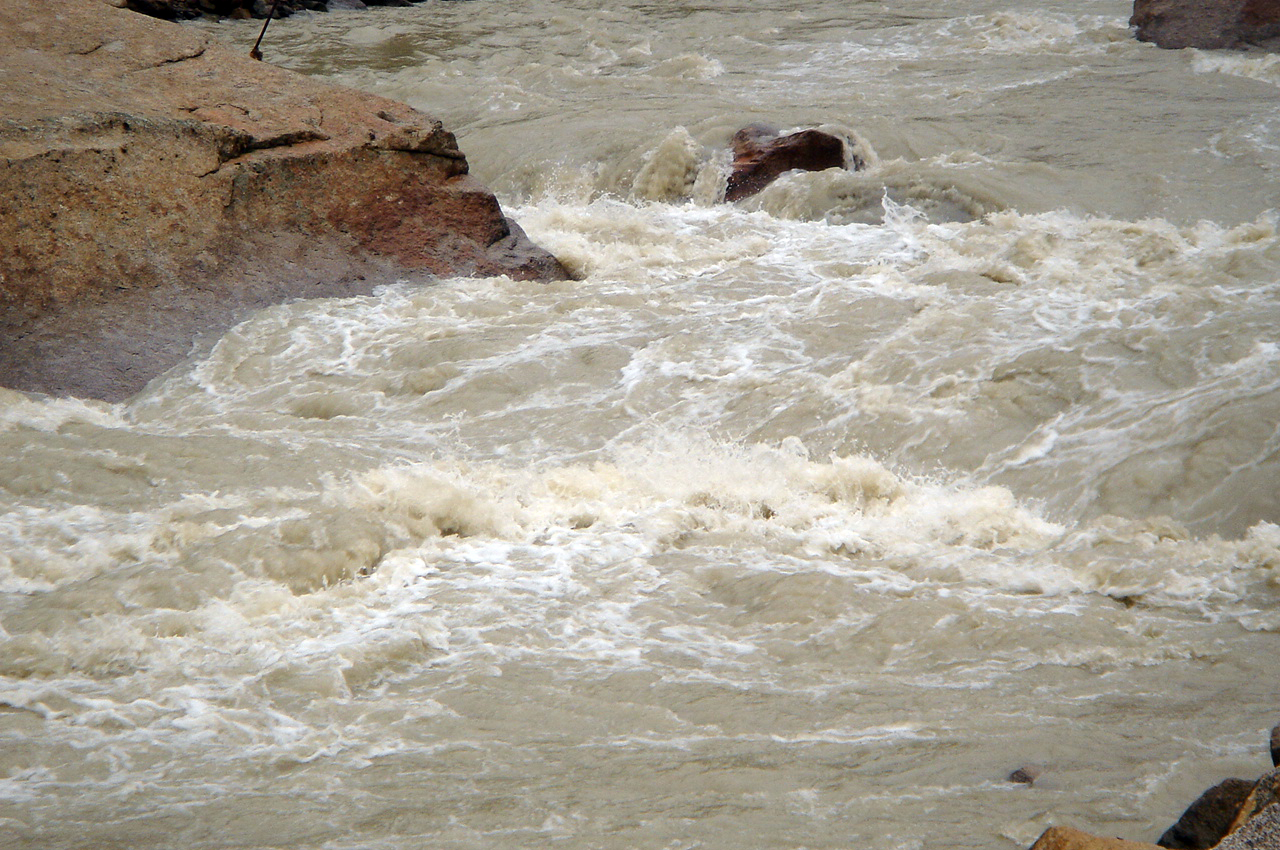

雅魯藏布江流域水能資源的理論上蘊藏量達到近8000萬千瓦，径流量仅次于长江和珠江。其中下游的“大拐彎地區”在50公里的直線距離內形成2000公尺的落差，彙集近7000萬千瓦的技術可開發資源，規模超過3個三峽電站，水电站装机容量可达几十万至百万千瓦。雅鲁藏布江中小支流和支沟上已被兴建多座用于灌溉或发电的水利、水电工程。2025年7月19日，雅鲁藏布江下游水电工程正式开工，规划建设5座梯级电站，总投资约1.2万亿元。

### 開發和爭議
雅鲁藏布江中游桑日至加查峡谷河段规划5个梯级电站，依次为：
1. 巴玉水电站（初拟78万千瓦）
2. 大古水电站（66万千瓦）
3. 街需水电站（51万千瓦）
4. 藏木水电站（51万千瓦，2014年建成）
5. 加查水电站（36万千瓦，2020年建成）

加查至朗镇河段规划3个梯级，依次为：
1. 冷达水电站（51万千瓦）
2. 仲达水电站（32万千瓦）
3. 朗镇水电站（34万千瓦）

均为日调节径流电站。
在海外有不少傳媒曾傳聞中国将在雅鲁藏布江建造全球规模最大的水力发电站，另有称中国可能利用水坝将河水引入黄河流域，工程涵盖陕西、河北、北京和天津等地区，以缓解这些地区的水资源短缺，此乃是中国南水北调的一个重要组成部分，中國方面則澄清無此工程，但这些引起了海内外的广泛争议，尤其引起印度方面的关注和不满。2009年5月25日中国水利部前部长汪恕诚在北京表示：“中国政府没有计划从雅鲁藏布江调水进入黄河”。
直到2020年年末，中共中央在「十四五」規劃和2035年遠景目標的建議有明確提出對該處下游，實施水電資源的開發。中國電力建設集團董事長晏志勇在中國水力發電工程學會成立40周年紀念大會上，證實當局敲定雅魯藏布江下游水電開發案，強調會全力落實該項決策。中國政府確定的開發計劃，引發印度等下游國家關切，憂慮此舉將攔截南亞諸國的珍貴水資源。新德里的研究人員Sayanangshu Modak分析認為，如果中國在「大拐彎」地區建造一座大水壩，大量的河水在進入印度之前就會被截流而向南彎曲。印度傳媒更有評論擔憂中國憑藉上游優勢地位將河流「武器化」，利用水流掐住印度咽喉。
印度政府則明確憂慮中國的計劃會令印度缺水，水源部高官梅拉有接受外電訪問時就表明，當務之急要在阿鲁纳恰尔邦(即印占藏南地区)建造大壩，以減輕中國計劃帶來的負面衝擊。中國駐印度大使館表示，中國對跨境河流開發利用一貫秉持負責任的態度，實行開發與保護並舉的政策，並強調任何項目都會經過科學規劃和論證，並充分考慮對下游地區的影響，兼顧上下游的利益。《環球時報》專欄文章則譴責印度方面的輿論，辯駁說中國是因為「詳細的水文調查」發現流量夠大，可以用來供電而推動該計劃。
而下游水電開發工程實施可能存在很大風險，因下游處在印度的實際控制下的藏南地區，從工程上來說，必須在壩址處、在中印實際控制線處新設水文站，實測和收集水文數據，而中國的科學家誰都不敢涉及這個問題，因為這關係到中國的領土主權問題。另外工程計劃同時也可能造成次生災害風險，和對生態環境造成破壞。
2024年12月25日，中国政府核准雅鲁藏布江下游水电工程。
2025年7月19日，雅鲁藏布江下游水电工程正式开工。工程主要采取截弯取直、隧洞引水的开发方式，规划建设5座梯级电站，总投资约1.2万亿元。所发电力以外送为主，同时兼顾西藏本地自用需求。